# 晝顏～平日午後3點的戀人們～
《晝顏～平日午後3點的戀人們～》，為日本富士電視台從2014年7月17日開始於週四劇場（JST 22:00 - 22:54）播出的連續劇，到2014年9月25日結束，總共11集，由上戶彩主演。2019年韓國Channel A電視台翻拍為韓劇《平日下午3點的戀人》。

## 簡介
所謂的「平日晝顏妻」指的是平日白天送丈夫出門工作後，並沒在家中做家事而是與其他男人墜入戀愛中的主婦。而標題則以「晝顏」為題，描述著結婚五年的平凡主婦笹本紗和（上戶彩 飾）於超市打工結束後遇到以客人身份來消費的瀧川利佳子（吉瀨美智子 飾），而被利佳子漸漸引導到不倫之途，兩位「晝顏妻」變成了彼此的「外遇幫手」…

## 背景
上戶彩是繼2013年《陽光照耀之地》以來再次擔綱主演。
編劇井上由美子以及導演西谷弘為曾經製作過唐澤壽明演出的《白色巨塔》，這次將挑戰完全不同的題材。
另外，《晝顏》同時也是向法國電影《青樓怨婦》（1967年出品，日本上映時譯作《晝顏》）致敬的原創電視劇。《青樓怨婦》是法國影星主演的電影，劇情講述一名賢慧的家庭主婦背著丈夫在白天賣淫的故事。

## 播出
日本富士電視台從2014年7月17日到2014年9月25日結束播出，首集與完結篇都延長15分鐘（JST，22:00 - 23:09）。其他電視台播出時間詳見週四劇場。
台灣緯來日本台從2014年11月24日到2014年12月8日結束播出，首集與完結篇都延長15分鐘（23:00 - 00:15）。
香港 Now寬頻電視Now 101台從2015年5月2日到2015年7月11日結束播出，首集與完結篇都延長15分鐘（23:30 - 00:45）。

## 角色

### 主要角色
笹本紗和（31）
演 - 上戶彩（粵語配音：鄭家蕙）
為了買房而打工的普通主婦，某日於打工結束後回去時遇見了利佳子，而後與利佳子成為了摯友以及不倫的互相幫手。
丈夫婚前熱絡婚後冷感，為了討好她稱呼她「孩子的媽」，再加上婆婆常到家裡希望她生小孩，心中因此感到厭煩。
瀧川利佳子（39）
演 - 吉瀨美智子（粵語配音：陳凱婷）
最近搬到紗和家附近的主婦，有著大型出版社的女性雜誌總編輯的老公，以及讀著名私立學校的孩子，並住在令人稱羨的新建的住宅中。利佳子總是趁著下午3到5點偷偷「冒險」，有兩名不倫對象，被稱作是「平日晝顏妻」。
丈夫總是說她「只有臉蛋能看，其他甚麼都不會」，心裡其實感到相當不悅。
北野裕一郎（33）
演 - 齋藤工（粵語配音：陳健豪）
高中的生物老師。紗和的不倫對象，相當喜愛小孩子及動植物，因事件而認識紗和與利佳子，而被紗和誘惑。個性相當笨拙，也不太善於表達自己的情緒。
加藤修（45）
演 - 北村一輝（粵語配音：蔡忠衛）
畫家，利佳子的不倫對象。在瀧川的雜誌社打工，負責畫插畫。在一次的瀧川家派對中被利佳子要求繪製肖像進而認識，其看穿了利佳子不為他人所見的另一面，而漸漸讓利佳子深陷其中。

### 主要角色的家族
瀧川徹（50）
演 - 木下鳳華
利佳子的老公，出版社總編輯，五年前創了以40歲女性為讀者群的新女性雜誌，大受歡迎。對於擁有美人妻子感到相當自豪，但也經常徜徉於年輕女子之間。
瀧川真菜
演 - 山口麻友
瀧川家長女。
瀧川陽菜
演 - 豐嶋花
瀧川家次女。
笹本俊介（38）（粵語配音：蘇裕邦）
演 - 鈴木浩介
紗和的丈夫，家具製造商的廣告課課長。
究極的自戀，睡前總是要塗護膚乳液，為了年輕自己7歲的妻子賣力的工作，被同事稱為「愛妻家」。
笹本慶子（60）（粤语配音：莊巧怡）
演 - 高畑淳子
紗和的婆婆，俊介的母親。
常常對紗和有意無意的碎念關於生孩子一事。
北野乃里子
演 - 伊藤步（粤语配音：莎拉）
結婚前姓折原。大學副教授，與裕一郎在大學時期認識，曾經成為他人的第三者，裕一郎在其失戀的時候安慰她而進而結婚。

### 主要角色的關係人
萩原智也（29）
演 - 淵上泰史
前J-Riga模特兒。在專門的不倫約會網站認識了利佳子，成為利佳子的不倫對象之一。
長谷川美鈴（26）
演 - 木南晴夏
紗和丈夫俊介的下屬，短大畢業後於家具製造工作並與俊介相識，且因工作項目常與俊介相同而對他有好感。
松田峰子
演 - 橘雪子
紗和的打工同事。
清水博美
演 - 原田佳奈
主任。紗和的上司。
水谷京子
演 - 今藤洋子
女性雜誌《BONITO》編輯。徹的部下。

### 晴鐘學園附屬高中
木下啟太
演 - 健太郎
北野的學生。曾與萩原起過衝突。
後藤真奈美
演 - 田中日奈子
香川洋介
演 - 奥村秀人
小野一也
演 - 本田聰
松岡瑠衣
演 - 鈴木琳達
高橋茂子
演 - Lily
校長
增澤雄二
演 - 螢雪次朗

### 客串
約會男子
演 - 伊藤英明（第1集）
佐倉亞紀
演 - 高橋薰（第8集－大結局）
加藤的前妻。日本畫家作品的海外販賣商。
三島
演 - 河野安郎（第1集、第9集）
經理
演 - 村上淳（第9集）
折原
演 - 中村育二（大結局）
乃里子的父親。

## 製作群
- 劇本 - 井上由美子
- 音樂 - 菅野祐悟
- 導演 - 西谷弘、高野舞、西坂瑞城、光野道夫
- 主題歌 - 一青窈〈他人的關係 feat.SOIL&"PIMP"SESSIONS〉（日本環球音樂）[5]
- 主題曲 - 青木カレン「Never Again」（Rambling RECORDS）[6][7]
- 後補導演- 島添亮
- 標題背景協力 - MAKE UP FOR EVER
- 選曲 - 石井和之
- 食品協作 - 住川啓子
- 擬鬥 - 佐佐木修平
- 繪畫 - 北村直登
- 導演 - 西谷弘、高野舞、西坂瑞城
- 制作協力 - 角川大映STUDIO
- 製作人 - 三竿玲子、清水一幸
- 台詞製作人 - 稻葉尚人、石渡宏樹
- 製作 - 富士電視台電視劇製作部
- 製作、出品 - 富士電視台

## 播出與收視日程
| 各集                                                     | 播出日期      | 日文標題 | 中文標題                                              | 導演     | 收視率 |
| -------------------------------------------------------- | ------------- | -------- | ----------------------------------------------------- | -------- | ------ |
| 第1集                                                    | 2014年7月17日 |          | 墜入愛河人妻們既恐怖又痛苦珍愛的愛情故事              | 西谷弘   | 13.3%  |
| 第2集                                                    | 2014年7月24日 |          | 濕潤之吻…人妻們的共謀                                 | 西谷弘   | 13.5%  |
| 第3集                                                    | 2014年7月31日 |          | 人妻的失戀…說出真話的七夕夜                           | 高野舞   | 12.0%  |
| 第4集                                                    | 2014年8月7日  |          | 讓妻子變堅強的戀愛…覺悟之吻                           | 西坂瑞城 | 13.1%  |
| 第5集                                                    | 2014年8月14日 |          | 惡女誕生 妻子越線之日                                 | 西谷弘   | 11.8%  |
| 第6集                                                    | 2014年8月21日 |          | 秘密之戀被揭穿之時…丈夫的陷阱                         | 高野舞   | 10.9%  |
| 第7集                                                    | 2014年8月28日 |          | 戀愛的終點…回到辛酸的日子                             | 西坂瑞城 | 13.8%  |
| 第8集                                                    | 2014年9月4日  |          | 妻子的追問…開始彼此競爭                               | 光野道夫 | 15.6%  |
| 第9集                                                    | 2014年9月11日 |          | 完全崩溃的日子…丈夫的眼泪                             | 西坂瑞城 | 15.1%  |
| 第10集                                                   | 2014年9月18日 |          | 妻子的逃避…備受考验的强烈的爱情                       | 高野舞   | 16.7%  |
| 大結局                                                   | 2014年9月25日 |          | 自始就是犯罪行為的恋情完结…妻子选择的是丈夫还是恋人？ | 西谷弘   | 16.5%  |
| 平均收視率 13.9%（收視率由Video Research於關東地區統計） |               |          |                                                       |          |        |

## 電影
《晝顏》，預定於2017年6月10日上映。導演西谷弘，編劇井上由美子。故事為電視劇版三年後。

### 角色
紗和
演 - 上戶彩
北野裕一郎
演 - 齋藤工
北野乃里子
演 - 伊藤步 
杉崎尚人
演 - 平山浩行 

### 製作群
- 導演：西谷弘（日语：西谷弘）
- 編劇：井上由美子
- 音樂：菅野祐悟
- 製作：富士電視台
- 製作公司：
- 發行：東寶

## 週邊商品
劇本
- 月刊劇(月刊ドラマ)2014年10月号（映人社） - 井上由美子自選第1・2・5・9話之劇本與作者備註。

網路漫畫
- 2015年9月1日起韓國樹脂娛樂改編的網路漫畫，全50話。

## 外部連結
- 晝顏－富士電視台官方網站

## 節目的變遷
| 日本 富士電視台 木曜劇場                    | 日本 富士電視台 木曜劇場                                 | 日本 富士電視台 木曜劇場 |
| ------------------------------------------- | -------------------------------------------------------- | ------------------------ |
|                                             | 晝顏 ～平日午後3點的戀人們～ （2014.07.17 - 2014.09.25） |                          |
| 倒數第二次戀愛2 （2014.04.17 - 2014.06.26） | 親密姐妹 （2014.10.16 - 2014.12.18）                     |                          |

| 緯來日本台 週一至週五 22:00至24:00           | 緯來日本台 週一至週五 22:00至24:00                | 緯來日本台 週一至週五 22:00至24:00 |
| -------------------------------------------- | ------------------------------------------------- | ---------------------------------- |
|                                              | 午後人妻 （2014年11月24日 - 2014年12月8日）       |                                    |
| 解剖真相 （2014年11月12日 - 2014年11月21日） | 同學會後愛上你 （2014年12月9日 - 2014年12月22日） |                                    |

| 香港 Now101台 星期六 23:30 - 00:30                                                  | 香港 Now101台 星期六 23:30 - 00:30 | 香港 Now101台 星期六 23:30 - 00:30 |
| ----------------------------------------------------------------------------------- | ---------------------------------- | ---------------------------------- |
|                                                                                     | 晝 （2015.05.02 - 2015.07.11）     |                                    |
| （2015.02.28 - 2015.04.25）                                                         | （2015.07.18 - 2015.09.26）        |                                    |
| 香港 ViuTV 星期日 10:30 - 11:30 · 9月4日及11月13日 10:15 - 11:30 · 10月9日 暫停播映 |                                    |                                    |
| （2016.07.10 - 2016.08.28）                                                         | 晝 （2016.09.04 - 2016.11.20）     | 小站 （2016.11.27 - 2017.05.21）   |